# Sussànine
Sussànine (en (ucraïnès): Сусаніне, en rus: Сусанино) és un poble de la República Autònoma de Crimea, a Ucraïna, que el 2014 tenia 800 habitants. Pertany al districte rural de Pervomàiske.